# سحر بينياز
سحر بينياز (بالفارسية: سحر بی‌نیاز؛ ولدت في 17 نوفمبر 1986) عارضة أزياء كندية من أصول إيرانية، حاملة لقب ملكة جمال بعدما توجت بمسابقة ملكة جمال كندا 2012.

## روابط خارجية
- سحر بينياز على موقع IMDb (الإنجليزية)
- سحر بينياز على موقع ألو سيني (الفرنسية)
- سحر بينياز على موقع قاعدة بيانات الفيلم (الإنجليزية)

- IMDb

لم يتم العثور على روابط لمواقع التواصل الاجتماعي.